# Rains megye
Rains megye az Amerikai Egyesült Államokban, azon belül Texas államban található. Megyeszékhelye és legnagyobb városa Emory. Lakosainak száma 12 164 fő (2020. április 1.). Rains megye Hopkins, Hunt, Van Zandt és Wood megyékkel határos.

## Népesség
A megye népességének változása:
| Lakosok száma | 10 933 | 11 027 | 10 962 | 11 065 | 11 161 | 12 164 |
|               | 2010   | 2011   | 2012   | 2013   | 2015   | 2020   |